# حشره‌خوار کوتوله رمی
 حشره‌خوار کوتوله رمی (نام علمی: Suncus remyi) نام یک گونه از سرده حشره‌خوارهای مشکین است.